# Provincia di Lomellina
La provincia di Lomellina fu una suddivisione amministrativa di secondo livello del Piemonte nella prima metà del XIX secolo. A dispetto del nome, non rappresentava una provincia nel senso moderno del termine, ma corrispondeva ad un circondario.

## Storia
Al momento della Restaurazione le truppe austriache che avevano occupato il Nord Italia imposero un po' ovunque il puro e semplice ripristino delle autorità amministrative precedenti all'arrivo dei francesi. Apparve tuttavia subito evidente anche ai più conservatori l'anacronismo dell'assetto della Lomellina, suddivisa in due aree solo per un puro retaggio storico. 
Tre anni dopo dunque, il 10 novembre 1818, il re Vittorio Emanuele I emanò un editto ché raggruppò tutta la Lomellina sotto un'unica amministrazione e prefettura con sede a Mortara, nonostante il primato storico, economico e religioso della città di Vigevano.
Con il Risorgimento la provincia fu ridenominata circondario nel 1859, tornando all'antico legame con Pavia ora che anche la città ticinese era passata sotto i Savoia.